# General Electric J85
General Electric J85 je malý jednohřídelový proudový motor. Vojenské verze poskytují "na sucho" tah 13,1 kN, zatímco varianty s přídavným spalováním dosahují až 22 kN. V závislosti na doplňkovém vybavení a konkrétním modelu motor váží od 140 do 230 kg. Jedná se o jeden z nejúspěšnějších a nejdéle sloužících vojenských proudových motorů společnosti General Electric - u civilní verze byla zaznamenáno více než 16,5 milionu hodin provozu. Americké letectvo plánuje motory J85 využívat až do roku 2040. 
Civilní modely známé jako CJ610 jsou podobné, jen bez přídavného spalování, zatímco verze CF700 je opatřena dmychadlem v zadní části motoru.
Výroba skončila v roce 1988 a bylo vyrobeno více než 12 000 ks motoru J85.

## Použití

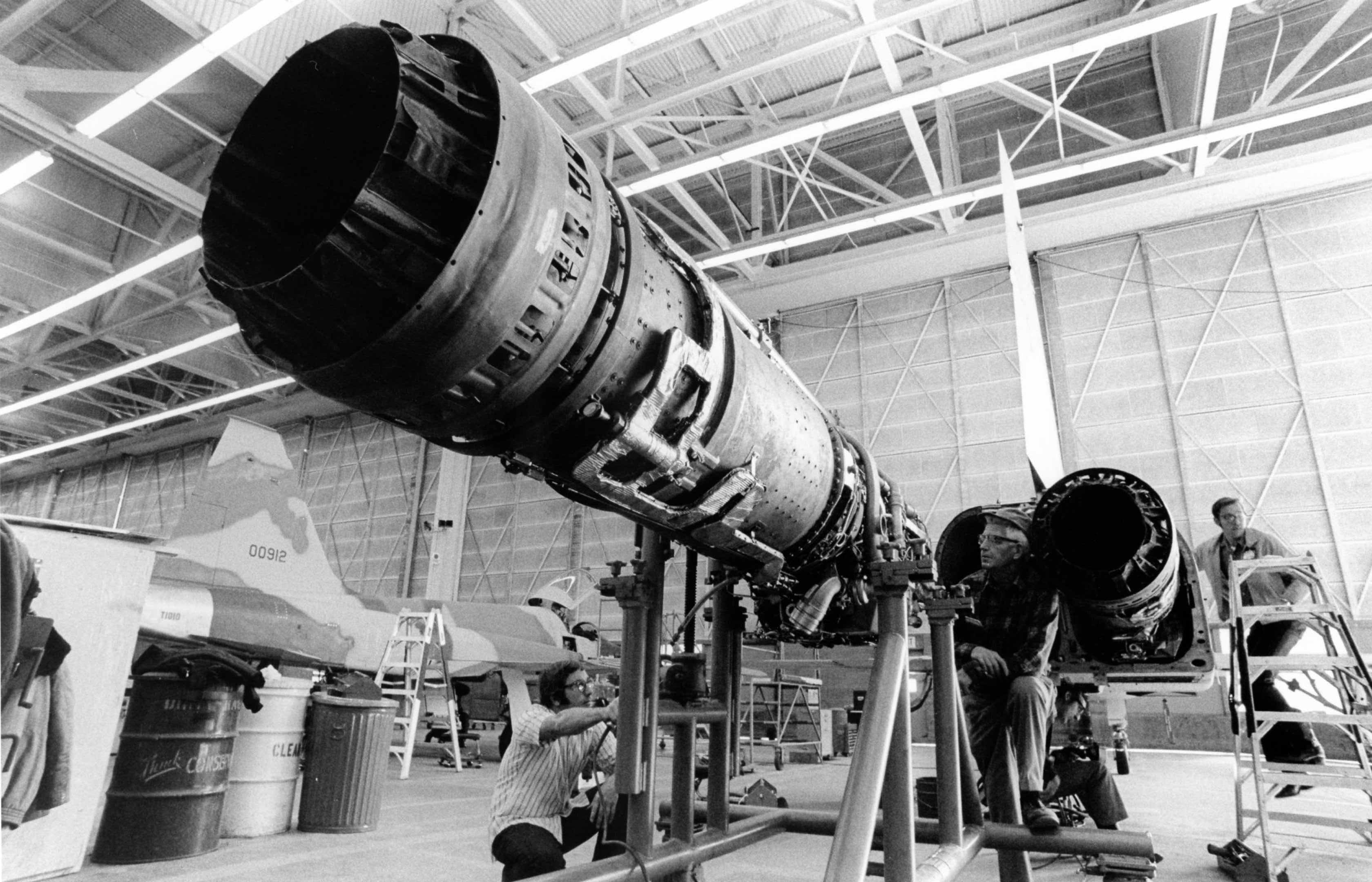
Instalace motorů J85 do letounu F-5E Tiger II

- ADM-20 Quail (bezpilotní klamný cíl)
- Bell X-14A/B
- Canadair CT-114 Tutor
- Cessna A-37 Dragonfly
- Fairchild C-123K Provider
- Fairchild AC-119K
- Fiat G.91Y
- North American OV-10B(Z) Bronco
- North American T-2C Buckeye
- Northrop F-5
- Northrop T-38 Talon
- Ryan MQM-34D (Mod II) Firebee (bezpilotní cvičný terč)
- Ryan XV-5 Vertifan
- Saab 105Ö
- Scaled Composites White Knight
- Messerschmitt Me 262 (repliky vyrobené v USA 2004/2005)

## Specifikace

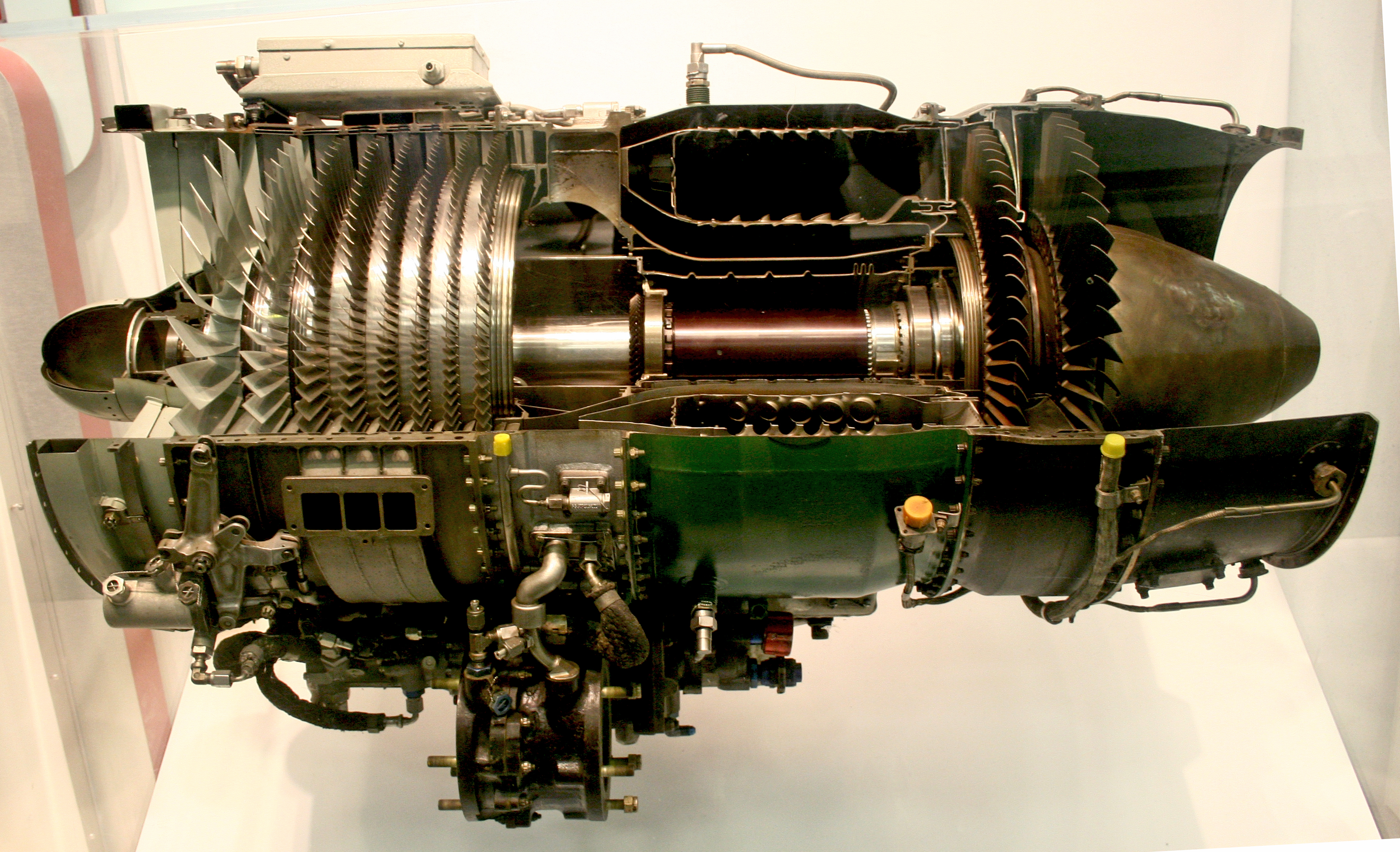
Motor J85 v řezu

### Technické údaje
- Typ: proudový motor
- Průměr: 45 cm
- Délka: 115–130 cm cm (záleží na vybavení)
- Hmotnost suchého motoru: 180–191 kg (záleží na vybavení)

### Součásti
- Kompresor: axiální, 8 stupňů
- Spalovací komora: prstencová
- Turbína: 2stupňová

### Výkony
- Maximální tah: 12,7–13,8 kN (suchý tah)
- Průtok/hltnost vzduchu: 20 kg/s
- Teplota plynů před turbínou: 977 °C
- Celkový stupeň stlačení: 8,3
- Měrná spotřeba paliva:  27 g/kN·s
- Poměr tah/hmotnost: 7,5 (-21), 6,6 (-5), 6,8 (-13), 7 (-15)